# Miroševac
Miroševac je zagrebačko gradsko groblje, smješteno u naselju Miroševcu, u Gornjoj Dubravi. Izgrađeno je početkom pedesetih god. XX. st. zbog prenapučenosti Mirogoja. 
Prvi ukop izvršen je u studenomu 1952.
Uz samo groblje nalazi se župna crkva BDM Kraljice Mira, koja služi i kao grobljanska crkva.